# Sphaceloma genipae
Sphaceloma genipae är en svampart som beskrevs av Bitanc. 1937. Sphaceloma genipae ingår i släktet Sphaceloma och familjen Elsinoaceae.   Inga underarter finns listade i Catalogue of Life.